# Ouled Aoun
Les Ouled Aoun (arabe : اولاد عون) sont une tribu tunisienne d'origine arabe issue des Banu Sulaym et installée dans la région de Siliana.

## Histoire

### Origines
Les Ouled Aoun descendraient d'un certain Aoun originaire du Yémen et dont les fils se seraient installés en Tunisie durant l'invasion hilalienne. Ils dépossèdent, à l'aide de la tribu voisine des Ouled Yahia, le territoire aux Banu Hudhayl (en) qui occupaient auparavant la plaine.
De nombreux Ouled Aoun sont installés à l'extérieur de leur territoire, notamment chez les Ouled Yahia, à Kairouan, au Sahel et à Tunis.

### Époque moderne
Durant l'occupation espagnole[Quand ?], le cheikh des Ouled Aoun pouvait réunir près de 200 lances pour l'armée du royaume.
Lors de la révolte d'Ali Pacha[Quand ?], ils prennent part au clan husseinite, réunissant 12 000 hommes, contre le double pour la tribu adverse des Ouled Ayar qui prend part au clan d'Ali Pacha. Partisans du clan husseinite, ils ne prennent pas part à l'insurrection des Ousseltia.
En 1864, ils entrent en conflit avec leurs voisins, les Ouled Ayar, au sujet d'une contestation de territoire et, en 1866, avec les Hamama qui voulaient les piller.
Par ailleurs, ils prennent part à la révolte de 1881 aux côtés d'autres tribus mais abandonnent rapidement.
L'historien et homme politique Ibn Abi Dhiaf est issu de cette tribu.
Historiquement, ils sont proches des Hamama et des Ouled Yahia.

## Culture
Le club de football de l'Union sportive de Siliana s'appelait auparavant « Étoile sportive aounienne », en référence à la tribu.
La tribu est adepte de la confrérie religieuse de la Rahmaniyya.

## Démographie
Sous le protectorat français, la tribu est composée de 5 500 personnes.